# Georges Schoeters
Georges Schoeters (Antwerpen, 22 april 1930 — Stockholm, 26 mei 1994) was een Belgisch terrorist in Canada en medeoprichter van het separatistische Front de libération du Québec (FLQ).

## Jeugd
Tijdens de Tweede Wereldoorlog werkte Schoeters als een koerier voor het Belgisch verzet, waardoor hij zijn eerste stappen zette in zijn clandestiene carrière.

## Periode in Canada

Vlag van het Front de libération du Québec

Schoeters emigreerde naar Montréal, Québec in 1951, alwaar hij lessen volgde aan de Universiteit van Montréal en als politiek linkse activist medestanders rekruteerde op de campus. In de late jaren 1950 verhuisde hij naar Algerije om een opleiding te volgen bij het Front de libération nationale (FLN).
In de vroege jaren 1960 werd hij lid van de Rassemblement pour l'Indépendance Nationale (RIN), een politieke organisatie in Québec die voor onafhankelijkheid van Canada streed. Daar leerde hij Raymond Villeneuve en Gabriel Hudon kennen, die net als Schoeters linksradicale activisten waren die overtuigd waren van een gewapende revolutie.
Als een bewonderaar van Che Guevara en Fidel Castro bezocht Schoeters verschillende malen Cuba door het Institute of Agrarian Reform in de vroege jaren 1960. Toen hij terugkeerde naar Québec, vormde hij samen met Villeneuve en Hudon het Front de libération du Québec (FLQ). De groepering riep op tot een Marxistische opstand, de omverwerping van de regering van Québec, de onafhankelijkheid van Québec van Canada en het oprichten van een gemeenschap van werknemers.
Dankzij verschillende bankovervallen konden Schoeters en zijn medestanders in het FLQ een reeks bomaanslagen plegen in Montréal, wat ongewild leidde tot de dood van een nachtwaker. Toen Schoeters gearresteerd werd op 16 juni 1963 en veroordeeld werd voor terroristische activiteiten had de Crown Attorney onvoldoende bewijs kunnen verzamelen om hem voor moord te veroordelen, in tegenstelling tot de veroordelingen voor Villeneuve en Hudon. Volgend op zijn arrestatie verklaarde Schoeters dat "toen ik veertien jaar oud was ik door de Duitsers gevangen genomen werd, maar zij behandelden me beter dan de politie van Montréal." Hij kreeg tweemaal vijf jaar gevangenisstraf die gelijktijdig uit te zitten was. Na minder dan drie jaar gevangenschap werd hij in 1966 vrijgelaten, waarop hij Canada onmiddellijk en definitief verliet.

## Later leven
Schoeters leefde verschillende jaren in de Zweedse hoofdstad Stockholm. Zijn Zweedse jaren zijn minder goed gedocumenteerd. François Houtart correspondeerde met Schoeters in deze periode. Dankzij deze brieven weet men dat Schoeters een tijdlang op de post van Stockholm werkte en minstens tweemaal van adres veranderde. Hij reisde verder ook naar Nicaragua en de Sovjet-Unie. Op 26 mei 1994 pleegde hij zelfmoord in zijn appartement in de hoofdstad.